# In the Heights
|  | Aquest article tracta sobre el musical. Si cerqueu la pel·lícula, vegeu «In the Heights (pel·lícula)». |

In the Heights és un musical amb música i lletra de Lin-Manuel Miranda i llibret de Quiara Alegría Hudes. La història segueix, durant tres dies, a un grup de personatges que viuen al barri de Wasington Heights a l'Upon Manhattan, Nova York.
Durant la fase de proves, el musical es va representar a Waterford, Connecticut el 2005, l'any 2007 es va representar a Off-Broadway i el 2008 es va estrenar a Broadway. In the Heights va ser nominat a 13 Premis Tony i en va guanyar quatre, entre ells el de Millor Musical. El juny de 2021 es va estrenar una adaptació cinematogràfica.

## Sinopsi

### Acte I
Mentre el dia més calorós de l'estiu comença, Usnavi de la Vega, el propietari d'una petita botiga a Washington Heights, persegueix a un noi dibuixant un graffiti, en Graffiti Pete, això ho fa abans de presentar a alguns dels residents de la zona on ell viu: Abuela Claudia, una figura materna i una de les persones que va criar a l'Usnavi, en Sonny, el cosí mandrós de l'Usnavi i qui l'ajuda a la botiga, la Daniela i la Carla que treballen al saló de bellesa i en Kevin i la Camila Rosario, propietaris de la comanyia de taxis ("In the Heights")
La filla dels Rosaio arriba a casa seu després del seu primer any a la Universitat Stanford. Habitualment és considerada com la que "va aconseguir sortir" i és l'orgull de la zona, tot i així, té por de dir als seus pares el perquè del seu retorn a casa: que ha deixat la universitat, ja tenia dues feines per tal de poder pagar les classes, això l'ha portat a treure males notes i per això ha perdut la beca ("Breathe"). Mentre busca els seus pares per explicar les notícies es troba en Benny, el millor amic de l'Usnavi i treballador d'en Kevin, qui ha deixat en Benny a càrrec de l'empresa mentre ell resol un problema econòmic. Encara amb sentiments romàntics, en Benny i la Nina reconnecten ("Benny's Dispatch").
A algun altre lloc, la Vanessa, una treballadora del saló de bellesa de la Daniela i aspirant a dissenyadora de moda, té el somni de marxar de Washington Heights i anar a viure a West Village ("It Won't Be Long Now"). En Sonny, de part de l'Usnavi, demana a la Vanessa per una cita i ella accepta; ell s'alegra de l'èxit però es preocupa de que la Vanessa s'oblidi d'ell i de la gent del barri quan es traslladi.
La Nina es retroba amb els seus pares i es veu obligada a dir als seus pares que ha deixat la universitat. Els seus pares queden atònits després de la revelació (també per la seva deshonestedat) i en Kevin se sent devastat ja que veu que no ha estat capaç de mantenir a la seva família i té por d'haver continuat el cicle començat pel seu pare, un granger pobre ("Inútil"). La Nina s'escapa del saló de bellesa per trobar-se amb la Vanessa i que la pugui reconfortar, però la Carla i la Daniela insisteixen en maquillar-la i això la deixa subjecta a tots els xiuxiuejos del barri, concretament sobre els interessos amorosos de la Vanessa i la Nina. L'atenció es torna a centrar en la Nina i el seu èxit i això l'obliga a tornar a revelar que ha deixat la universitat ("No Me Diga").
Mentre l'Usnavi tanca la botiga, ell, en Benny i en Sonny descobreixen que la botiga ha venut un tiquet de loteria premiat amb 96,000 dòlars. Les notícies volen i tot el bloc comença a imaginar el què farien si els toqués la petita fortuna ("96,000"). Mentre l'entusiasme disminueix, Abuela Claudia seu a alimentar els ocells i recorda la seva infantesa a Cuba i la seva vida en força pobresa i els esdeveniments que l'han dirigit fins on és ara. Amb llàgrimes de gratitud revela que és ella qui té el bitllet de loteria premiat i dona gràcies als anys de paciència i fe per portar-li aquesta fortuna ("Paciencia y Fe").
La Nina troba consol amb en Benny, qui la porta a fer una volta i junts recorden, ella recorda la seva infantesa i casa seva. La Nina explica a en Benny els seus dubtes sobre la seva autoestima i ell i assegura que ella està destinada per "grandesa" ("When You're Home"). Mentre tornen a casa la Nina, Piragua Guy continua el seus dia venent piragües a causa de la forta calor i alhora competeix amb el Mister Softee ("Piragua").
En Kevin i la Camila conviden a la Nina, en Benny,l'Usnavi i l'Abuela Claudia a sopar i és quan en Kevin anuncia que ha vengut el cotxe de servei per poder pagar les classes de la Nina. La Nina i la Camila queden atònites. En Benny, qui feia temps que somniava en poder agafar el control del servei de taxis s'enfada i s'enfronta amb en Kevin sobre la decisió. En Kevin insisteix que Rosario's és una empresa familiar i que en Benny no serà mai part de la família; en Benny marxa i la Nina, qui no accepta els diners, el segueix.
L'Usnavi arriba al local on ha quedat amb la Vanessa però està tant nerviós i distant que fa que la Vanessa acabi ballant amb altres nois per crear-li gelós; l'Usnavi es troba la seva parella de ball i intenta fer gelosa a la Vanessa. La Nina segueix en Benny fins al club per demanar perdó per la decisió del seu pare però en Benny, ja borratxo, l'aparta ("The Club"). La tensió al club augmenta mentre les dues parelles superen la seva gelosia fins que en Benny dona un cop de puny al noi que balla amb la Nina, causant així que comenci una baralla. De sobte, a causa de l'alta calor i humitat, marxa el llum a tota a ciutat. El veïnat és un caos i, mentre, l'Usnavi i la Vanessa, a l'igual que en Benny i la Nina, intenten retrobar-se. En Sonny i en Graffiti Pete, tenen por dels lladres i, per això, engeguen focs artificials per distreure a possibles lladres i així també il·luminen el camí de tothom cap a casa. L'Usnavi es reuneix amb l'Abuela Claudia qui li ensenya el bitllet de loteria premiat. En Benny i la Nina es troben enmig del caos i, tot i que comencen discutint-se, al final s'acaben fent un petó ("Blackout").

### Acte ll
La Nina i en Benny passen la nit junts a l'apartament d'en Benny mentre, en Kevin, busca a la seva filla durant tota la nit; en Benny està preocupat pel què el pare de la Nina pensarà sobre la seva relació, però ell està feliç d'estar finalment amb ella ("Sunrise"). Al carrer, l'Usnavi, a qui li han entrat a robar a la botiga, parla amb l'Abuela Claudia sobre què passarà amb els diners. Ella decideix donar un terç a en Sonny i un altre a l'Usnavi i Abuela Claudia també diu a l'Usnavi que faci servir els diners per complir el seu somni: tornar a casa seu a República Dominicana. Tot i que l'Usnavi té dubtes, finalment decideix anar-ji ("Hundreds of Stories"). La Nina torna a casa i troba als seus pares molt preocupats per ella; en Kevin s'enfada quan sap que ella ha passat la nit amb en Benny i no aprova la relació ja que en Benny no és de descendència Llatina. La Nina i el seu pare es discuteixen fins que la Camila intervé, ella critica a en Kevin per fer fora a en Benny i a la Nina per no tornar a casa. Ella els demana que solucionin els problemes com una família ("Enough").
Mentre el barri supera la frustració a causa de la calor i la falta d'electricitat, la Daniela demana que es desfacin de la negativitat i que tinguin l'energia suficient per fer una celebració al barri. Mentre el bloc, de mala gana, comença a aprofitar la mala situacó, la Daniela bromeja amb la Vanessa, ja que no s'adona de que l'Usnavi està enamorat d'ella, i també amb en Benny, després de la seva cita amb la Nina la nit anterior. l'Usnavi apareix i anuncia que l'Abuela Claudia i és qui tenia el bitllet de loteria premiat i també diu que té un bitllet d'avió cap a República Dominicana pel següent dia. La Vanessa està molesta perquè l'Usnavi marxa i en Sonny també ho està, a part, ell sempre ha tingut un crush amb la Nina. L'Usnavi calma en Sonny dient-li que li volen donar un terç dels diners guanyats en la loteria i ell comença a animar-se i també anima al bloc a celebrar abans que tot canviï ("Carnaval del Barrio").
Mentre continuen ballant, la Nina, qui està enfadada, arriba i treu a l'Usnavi de l'escenari i poc després en Kevin fa un anunci sobre l'oficina; l'Abuela Claudia ha mort de cop ("Atención"). L'Usnavi fa un memorial per ella i revela que va morir per "una combinació de l'estrès i la calor" i la Nina dirigeix el barri sencer perquè canti elgogis a l'Abuela Cladia ("Alabanza"). Després, l'Usnavi i la Nina miren fotografies velles de l'Abuela per recordar. La Nina comença a recordar el rol central que l'Abuela va tenir en la seva educació i motivació i, en la seva memòria, ella accepta els diners dels seus pares i torna a intentar anar a la universitat, de manera que tornarà a Stanford a finals de l'estiu ("Everything I Know"). Mentre la Vanessa es prepara per traslladar-se, la Daniela li dona una última notícia: l'Usnavi ha convençut la Daniela perquè pagui una part del lloguer del nou apartament de la Vanessa ("No Me Diga (Reprise)"). Encara amb falta d'eslectricitat, Piragua Guy està content ja que la calor ha afectat positivament el seu negoci ("Piragua (Reprise)").
Sorpresa pel bon acte de l'Usnavi, la Vanessa el visita mentre ell està netejant la botiga i lliga amb ell oferint-li una ampolla de xampany. Ella suggereix dissimuladament a l'Usnavi que s'hauria de quedar al barri, ja que està preocupada perquè si ell marxa ella té por de no veure'l mai més, però l'Usnavi li assegura que no serà així. La Vanessa li fa un però abans de marxar i lamenta que va adonar-se massa tard dels sentiment que tenia per ell ("Champagne"). La Nina explica a en Benny la seva decisió i acorden que passaran l'estiu junts abans de començar una relació a distància quan ella hagi de tornar a la universitat; en Benny li diu, un altre cop, que confia en ella i es prometen pensar l'un en l'altre cada dia que estiguin separats ("When The Sun Goes Down"). En Benny confronta en Kevin per última vegada insistint que ell sempre ha estat allà per ell mentre que en Kevin no. Quan la nit ja s'acosta, en Sonny es troba amb en Graffiti Pete i li fa una proposta secreta, que ell accepta.
El matí següent, el signe del servei de taxis a l'edifici dels Rosario ja no hi és i la bodega encara està oberta. L'Usnavi escolta les gravacions de l'Abuela Claudia i accepta que el barri està canviant i pensa si algú s'adonarà que ell no hi és. Abans de marxar, en Sonny, qui ha arreglat la reixa de la botiga, l'abaixa i revela el graffiti de l'Abuela Claudia que en Graffiti Pete ha pintat. Quan veu el mural, l'Usnavi diu al seu cosí i al graffiter que diguin a tot el barri que ell no marxa. L'Usnavi considera un possible futur amb la Vanessa mentre s'esforça per assegurar que el llegat de la seva família és recordat i accepta el barri és casa seva ("Finale").

## Números musicals
| Acte I - "In the Heights" – Usnavi i Companyia - "Breathe" – Nina i Companyia - "Benny's Dispatch" – Benny i Nina - "It Won't Be Long Now" – Vanessa, Usnavi i Sonny - "Inútil (Useless)" – Kevin - "No Me Diga (You Don't Say)" – Daniela, Carla, Vanessa i Nina - "96,000" – Usnavi, Benny, Sonny, Vanessa, Daniela, Carla, Graffiti Pete i Companyia - "Paciencia y Fe" – Abuela Claudia i Companyia - "When You're Home" – Nina, Benny i Companyia - "Piragua" – Piragua Guy - "Siempre" – Camila i Bolero Singer † - "The Club" – Companyia - "Blackout" – Companyia | Acte II - "Sunrise" – Nina, Benny i Ensemble - "Hundreds of Stories" – Abuela Claudia i Usnavi - "Enough" – Camila - "Carnaval del Barrio" – Daniela i Company - "Atención" – Kevin - "Alabanza" – Usnavi, Nina i Companyia - "Everything I Know" – Nina - "No Me Diga (Repetició)" – Daniela, Carla i Vanessa † - "Piragua (Repetició)" – Piragua Guy - "Champagne" – Vanessa i Usnavi - "When the Sun Goes Down" – Nina i Benny - "Finale" – Usnavi i Companyia |

† Indica que la cançó no està inclosa a la gravació original.

### Gravació original de Broadway (2008)
Totes les cançons foren escrites i compostes per Lin-Manuel Miranda. 
| Núm. | Títol                           | Intèrpret(s)                                                     | Durada |
| ---- | ------------------------------- | ---------------------------------------------------------------- | ------ |
| 1.   | «In the Heights»                | Lin-Manuel Miranda Càsting Original de In the Heights a Broadway | 7:38   |
| 2.   | «Breathe»                       | Cast Mandy Gonzalez                                              | 4:04   |
| 3.   | «Benny's Dispatch»              | Chistopher Jackson Gonzalez                                      | 2:17   |
| 4.   | «It Won't Be Long Now»          | Karen Olivo Miranda Robin de Jesus                               | 4:35   |
| 5.   | «Inútil»                        | Carlos Gomez                                                     | 2:50   |
| 6.   | «No Me Diga»                    | Andréa Burns Janet Dacal Olivo Gonzalez                          | 2:26   |
| 7.   | «96,000»                        | Miranda Jackson de Jesús Seth Stewart Dacal Burns                | 5:35   |
| 8.   | «Paciencia Y Fe»                | Olga Merediz Cast                                                | 4:55   |
| 9.   | «When You're Home»              | Gonzalez Jackson Cast                                            | 5:20   |
| 10.  | «Piragua»                       | Carlos Gomez                                                     | 1:53   |
| 11.  | «The Club»                      | Cast                                                             | 5:58   |
| 12.  | «Blackout»                      | Cast                                                             | 3:57   |
| 13.  | «Sunrise»                       | Gonzalez Jackson Cast                                            | 4:08   |
| 14.  | «Hundreds of Stories»           | Miranda Merediz                                                  | 3:40   |
| 15.  | «Enough»                        | Priscilla Lopez                                                  | 2:38   |
| 16.  | «Carnaval del Barrio»           | Burns                                                            | 7:26   |
| 17.  | «Atención»                      | Gomez                                                            | 0:53   |
| 18.  | «Alabanza»                      | Miranda Gonzalez Cast                                            | 3:17   |
| 19.  | «Everything I Know»             | Gonzalez                                                         | 3:56   |
| 20.  | «Piragua (Reprise)»             | Roman                                                            | 0:52   |
| 21.  | «Champagne»                     | Miranda Olivo                                                    | 2:44   |
| 22.  | «When the Sun Goies Down»       | Gonzalez Jackson                                                 | 2:32   |
| 23.  | «Finale»                        | Doreen Montalvo Miranda Cast                                     | 5:28   |
| 24.  | «In the Heights»                | Miranda Cast                                                     | 3:49   |
| 25.  | «It Won't Be Long Now»          | Olivo Miranda de Jesús                                           | 3:01   |
| 26.  | «96,000» (radio edit)           | Miranda Jackson de Jesús Stewart Dacal Burns                     | 3:39   |
| 27.  | «When You're Home» (radio edit) | Gonzalez Jackson Cast                                            | 3:19   |

## Personatges
- Usnavi de la Vega és el narrador del musical i és el personatge principal; és el propietari d'una petita botiga a Wasington Heights anomenada De La Vega Bodega. Es diu Usnavi ja que quan els seus pares van arribar per primera vegada a Amèrica, una de les primeres coses que van veure va ser un vaixell amb el signe de "US Navy". Els seus pares van morir quan ell era petit i Abuela Claudia és qui "pràcticament el va criar". El seu somni és traslladar-se a República Dominicana. Està enamorat de la Vanessa.
- Nina Rosario és una noia intel·ligent i la primera de la seva família a anar a la universitat (Universitat de Standford). Tot i així, durant l'estiu torna a casa per dir als seus pares que ha acabat sobre carregada i que ha deixat la universitat. En la seva arribada, perdrà fàcilment la paciència amb el seu pare, ja que és sobre-protector i també perquè no accepta en Benny. Ella començarà una relació amorosa amb en Benny.
- Benny treballa pel pare de la Nina, en Kevin. El seu somni és obrir el seu propi negoci. S'enamora de la Nina. És l'únic personatge del musical que no parla castellà.
- Vanessa és l'interès amorós de Usnavi i treballa al saló de bellesa de la Daniela. És molt guapa i crida l'atenció de tots el nois però ella s'interessa en l'Usnavi. Viu amb la seva mare, que és alcohòlica, i el seu somni és marxar del barri i anar a viure al centre de la ciutat, però encara no es pot permetre un apartament.
- Abuela Claudia és com l'àvia de tothom. És una de les persones que va cuidar l'Usnavi quan els seus pares van morir. La seva mare i ella es van traslladar des de Cuba fins als Estats Units el 1943. Va treballar anys com a minyona però no va guanyar prou per tal de poder tornar a casa.
- Sonny de la Vega és el cosí petit, descarat però amb caràcter de l'Usnavi i també treballa amb ell a la botiga.
- Daniela és la propietària del saló de bellesa, on va tothom qui vol xafardejar.
- Carla treballa al saló de bellesa juntament amb la Vanessa i és una bona amiga amb la Daniela. Té descendència Xilena, Cubana, Dominicana i Porto-riquenya.
- Kevin Rosario és el pare sobre-protector de la Nina. Ve d'una família de grangers i s'ha esforçat per no seguir els passos del seu pare. És propietari d'un servei de taxis: Rosario's.
- Camila Rosario és la mare de la Nina i vol el millor per ella. Habitualment és tolerant amb els problemes de control d'en Benny però durant el transcurs del musical revela el què realment sent.
- Piragua Guy (Piragüero) és el propietari d'una parada de "piragües".
- Graffiti Pete és un artista de graffiti. És molt amic amb en Sonny i és un dels únics personatges que accepta els somnis d'en Sonny. L'Usnavi creu que és un problemàtic (habitualment quan es refereix a ell l'anomena "punk"), això és fins que ell li demostra les seves habilitats per fer graffitis.

## Repartiment

### Repartiments de producció original
| Personatge              | Waterford (2005)    | Off-Broadway (2007) | Broadway (2008)     | First Tour Nord-americà(2009) | West End(2015)            |
| ----------------------- | ------------------- | ------------------- | ------------------- | ----------------------------- | ------------------------- |
| Usnavi de la Vega       | Javier Muñoz        | Lin-Manuel Miranda  | Lin-Manuel Miranda  | Kyle Beltran                  | Sam Mackay                |
| Nina Rosario            | Natalie Cortez      | Mandy Gonzalez      | Mandy Gonzalez      | Arielle Jacobs                | Lily Frazer               |
| Benny                   | Christopher Jackson | Christopher Jackson | Christopher Jackson | Rogelio Douglas, Jr.          | Joe Aaron Reid            |
| Vanessa                 | Sheena Marie Ortiz  | Karen Olivo         | Karen Olivo         | Yvette Gonzalez-Nacer         | Jade Ewen                 |
| Abuela Claudia          | Doreen Montalvo     | Olga Merediz        | Olga Merediz        | Elise Santora                 | Eve Polycarpou            |
| Kevin Rosario           | Rick Negron         | John Herrera        | Carlos Gomez        | Danny Bolero                  | David Bedella             |
| Camila Rosario          | Nancy Ticotin       | Priscilla Lopez     | Priscilla Lopez     | Natalie Toro                  | Josie Benson              |
| Sonny                   | Robin de Jesús      | Robin de Jesús      | Robin de Jesús      | Shaun Taylor-Corbett          | Cleve September           |
| Daniela                 | Monica Salazar      | Andréa Burns        | Andréa Burns        | Isabel Santiago               | Victoria Hamilton-Barritt |
| Carla                   | Janet Dacal         | Janet Dacal         | Janet Dacal         | Genny Lis Padilla             | Sarah Naudi               |
| Graffiti Pete           | Matt Saldivar       | Seth Stewart        | Seth Stewart        | Jose-Luis Lopez               | Antoine Murray-Straughan  |
| Piragüero (Piragua Guy) | Matt Saldivar       | Eliseo Román        | Eliseo Román        | David Baida                   | Vas Constanti             |

### Substitucions de repartiment notables

#### Broadway
- Usnavi de la Vega - Javier Muñoz,[7] Corbin Bleu[8]

- Nina - Janet Dacal, Jordin Sparks
- Daniela - Justina Machado, Bianca Marroquín
- Sonny - David Del Rio
- Carla - Gabrielle Ruiz

#### West End
- Vanessa - Christine Allado
- Daniela - Aimie Atkinson

## Produccions

### Connecticut (2005) i Off-Broadway (2007) tryouts
Una nova versió de In the Heights va ser presentada a la Conferència Nacional de Teatre Musical a l'Eugene O'Neill Theater Center a Waterford, Connecticut, entre el 23 i el 31 de juliol de 2005; dirigida per Thomas Kail i amb Alex Lacamoire com a director musical. Entre el repartiment hi havia: Natalie Cortez, Janet Dacal, Robin de Jesús, Huey Dunbar, Christopher Jackson, Doreen Montalvo, Javier Muñoz, Rick Negron, Sheena Marie Ortiz, Matt Saldivar, Monica Salazar i Nancy Ticotin.
El musical va estrenar-se Off-Broadway el 37 Arts Theater i va fer funcions des del 8 de febrer de 2007 fins al 15 de juliol de 2007. Thomas Kail i LAex Lacamoire van continuar amb les mateixes funcions que en la versió anterior i Andy Blankenbuehler va coreografiar el musical. Jill Furman, Kevin McCollum, Jeffrey Seller i Sander Jacobs van ser el productors. La producció Off-Broadway va ser nominada a nou Premis Drama Desk i també va guanyar el Premi Outer Critics' Circle al millor musical.

### Broadway (2008–2011)
El musical va ser estrenat a Broadway el 14 de febrer de 2008, començant amb les pre-estrenes, i l'obertura oficial va tenir lloc el 9 de març de 2008, al Teatre Richard Rodgers. La producció va ser dirigida per Kail i coreografiada per Blankenbuehler i molts dels actors que van aparèixer a la producció off-Broadway van reprendre els seus papers. L'equip creatiu va incloure: l'Anna Loizos, com a dissenyadors de escenografia, Paul Tazewll, qui es va encarregar del vestuari, Howell Binkley, l'encarregat del disseny d'il·luminació, Acme Sound Partenrs va ser la companyia que va fer el disseny de so, els arranjament i orquestracions van estar a mans de Alex Lacamoire i Bill Sherman i Michael Keller va ser el coordinador musical.
El 8 de gener de 2009, els productors, van anunciar que el musical, després de 10 mesos, havia recuperat el 10 milions de dòlars invertits. La gravació original va ser publicada el 3 de juny de 2008, per la discogràfica Hostlight Records, i va guanyar el Grammy al millor àlbum de teatre musical, guanyant a la gravació de The Little Mermaid, Young Frankenstein i els revivals de Gypsy i South pacific. La producció de Broadway va fer la seva actuació número 100 el dia 2 d'agost de 2010.
La producció fer la seva última actuació el 9 de gener de 2011, després de 29 pre-estrenes i 1,184 actuacions. El repartiment final va incloure: Lin-Manuel Miranda, Arielle Jacobs, Marcy Harriell, Shaun Taylor-Corbett, Olga Merediz, Andréa Burns, Christopher Jackson, Tony Chriroldes, Priscilla Lopez i Jon Rua (substitut dels papers d'Usnavi i Sonny durant quasi tot el 2010).

### Tour Nord Americà (2009–2011)
El primer tour nacional del In the Heights va començar a Tampa, Florida el 27 d'octubre de 2009. El musical va fer parada a San Juan, Puerto Rico el novembre de 2010, aquesta va ser la primera vegada que una producció Equity actuava a la ciutat. La Quiara, llibretista, i en Lin-Manuel, compositor i protagonista, són de descendència porto-riquenya. Miranda va actuar durant la parada a San Juan. El tour va acabar el 3 d'abril de 2011 a l'Adrienne Arsht Center for the Performing Arts a Miami, Florida. Quan la producció va acabar, Joseph Morales era qui donava vida a l'Usnavi.

## Premis i nominacions

### Producció original Off-Broadway
| Any  | Premis                  | Categoria                      | Nominat(s)                      | Resultat  | Ref.   |
| ---- | ----------------------- | ------------------------------ | ------------------------------- | --------- | ------ |
| 2007 | Premis Drama Desk       | Millor musical                 | Millor musical                  | Nominat   | [ 18 ] |
| 2007 | Premis Drama Desk       | Millor actuació per un conjunt | Millor actuació per un conjunt  | Guanyador | [ 18 ] |
| 2007 | Premis Drama Desk       | Millor director d'un musical   | Thomas Kail                     | Nominat   | [ 18 ] |
| 2007 | Premis Drama Desk       | Millor coreografia             | Andy Blankenbuehler             | Guanyador | [ 18 ] |
| 2007 | Premis Drama Desk       | Millor música                  | Lin-Manuel Miranda              | Nominat   | [ 18 ] |
| 2007 | Premis Drama Desk       | Millor lletra                  | Lin-Manuel Miranda              | Nominat   | [ 18 ] |
| 2007 | Premis Drama Desk       | Millor orquestració            | Alex Lacamoire and Bill Sherman | Nominat   | [ 18 ] |
| 2007 | Premis Drama Desk       | Millor disseny d'escenari      | Anna Louizos                    | Nominat   | [ 18 ] |
| 2007 | Premis Drama Desk       | Millor disseny de so           | Acme Sound Partners             | Nominat   | [ 18 ] |
| 2007 | Premis Clarence Derwent | Actor més prometedor           | Lin-Manuel Miranda              | Guanyador | [ 19 ] |

### Producció original de Broadway
| Any  | Premis         | Categoria                                 | Nominat(s)                      | Resultat   | Ref.   |
| ---- | -------------- | ----------------------------------------- | ------------------------------- | ---------- | ------ |
| 2008 | Premis Tony    | Millor musical                            | Millor musical                  | Guanyador  | [ 20 ] |
| 2008 | Premis Tony    | Millor llibret d'un musical               | Quiara Alegría Hudes            | Nominat    | [ 20 ] |
| 2008 | Premis Tony    | Millor banda sonora                       | Lin-Manuel Miranda              | Guanyador  | [ 20 ] |
| 2008 | Premis Tony    | Millor actor d'un musical                 | Lin-Manuel Miranda              | Nominat    | [ 20 ] |
| 2008 | Premis Tony    | Millor actor de repartiment d'un musical  | Robin de Jesús                  | Nominat    | [ 20 ] |
| 2008 | Premis Tony    | Millor actriu de repartiment d'un musical | Olga Merediz                    | Nominada   | [ 20 ] |
| 2008 | Premis Tony    | Millor director d'un musical              | Thomas Kail                     | Nominat    | [ 20 ] |
| 2008 | Premis Tony    | Millor coreografia                        | Andy Blankenbuehler             | Guanyador  | [ 20 ] |
| 2008 | Premis Tony    | Millors orquestracions                    | Alex Lacamoire and Bill Sherman | Guanyadors | [ 20 ] |
| 2008 | Premis Tony    | Millor disseny d'escenari                 | Anna Louizos                    | Nominada   | [ 20 ] |
| 2008 | Premis Tony    | Millor vestuari                           | Paul Tazewell                   | Nominat    | [ 20 ] |
| 2008 | Premis Tony    | Millor il·luminació                       | Howell Binkley                  | Nominat    | [ 20 ] |
| 2008 | Premis Tony    | Millor disseny de so                      | Acme Sound Partners             | Nominat    | [ 20 ] |
| 2008 | Premis Grammy  | Millor àlbum de teatre musical            | Millor àlbum de teatre musical  | Guanyador  | [ 21 ] |
| 2009 | Premi Pulitzer | Drama                                     |                                 | Finalista  | [ 22 ] |

### Producció original del West End
| Any  | Premis                  | Categoria                                | Nominat(s)         | Resultat  | Ref.   |
| ---- | ----------------------- | ---------------------------------------- | ------------------ | --------- | ------ |
| 2016 | Premis Laurence Olivier | Millor musical nou                       | Millor musical nou | Nominat   | [ 23 ] |
| 2016 | Premis Laurence Olivier | Millor actor de repartiment d'un musical | David Bedella      | Guanyador | [ 23 ] |
| 2016 | Premis Laurence Olivier | Millor coreògraf de teatre               | Drew McOnie        | Guanyador | [ 23 ] |
| 2016 | Premis Laurence Olivier | Millor música                            | Lin-Manuel Miranda | Guanyador | [ 23 ] |